# Holiday (cràter)
Holiday és un cràter d'impacte en el planeta Venus de 27,7 km de diàmetre. Porta el nom de Billie Holiday (1915-1959), cantant estatunidenca, i el seu nom va ser aprovat per la Unió Astronòmica Internacional el 1991.